# Ekkard Brinksmeier
Ekkard Brinksmeier (* 30. Dezember 1952 in Herford) ist ein deutscher Ingenieur. Er war Professor für Fertigungsverfahren an der Universität Bremen.

## Biografie
Von 1972 bis 1978 studierte Brinksmeier Maschinenbau in der Studienrichtung Werkstofftechnik an der Universität Hannover. Von 1979 bis 1982 war er danach wissenschaftlicher Mitarbeiter am Institut für Fertigungstechnik der Universität Hannover bei Hans Kurt Tönshoff. Im Jahre 1982 wurde er dort mit dem Thema Randzonenanalyse geschliffener Werkstücke promoviert. Danach war er von 1982 bis 1992 Oberingenieur und Leiter des Forschungsbereiches Fertigungsverfahren am gleichen Institut.
1986 erhielt er die CIRP-F.W. Taylor-Medaille. 1991 folgte die Habilitation mit dem Thema Prozess- und Werkstückqualität in der Feinbearbeitung. Seit 1992 war er bis zu seiner Emeritierung Professor für Fertigungsverfahren an der Universität Bremen sowie Direktor der Hauptabteilung Fertigungstechnik der Stiftung Institut für Werkstofftechnik (IWT) in Bremen. 1997 wurde er als erster Bremer Wissenschaftler in den Senatsausschuss der Deutschen Forschungsgemeinschaft (DFG) für Sonderforschungsbereiche berufen.
1999 erhielt er ebenfalls als erster Bremer Wissenschaftler den Leibniz-Preis der Deutschen Forschungsgemeinschaft, der bedeutendsten deutschen Auszeichnung für Wissenschaftler. Im gleichen Jahr richtete er die Gründungskonferenz der European society for precision engineering and nanotechnology (EUSPEN) in Bremen aus.
Brinksmeier hat gemeinsam mit Chemikern, Verfahrenstechnikern und Strömungsmechanikern ein Forschungs- und Demonstrationszentrum für umweltverträgliche Fertigungsprozesse (ECO-Zentrum) aufgebaut.
Von 2005 bis 2007 war Brinksmeier Präsidenten der EUSPEN. 2005 erhielt er umfangreiche Fördermittel der Volkswagenstiftung für das Projekt „Fast nanometer pattern generation by a new hybrid cutting process for generating discontinuous diffractive optics“.
2007 wurde Brinksmeier zum Fellow Member der Society of Manufacturing Engineers gewählt. Er ist Mitglied der Deutschen Akademie der Technikwissenschaften (acatech).
Im Jahr 2009 wurde ihm der Berninghausenpreis für ausgezeichnete Lehre und ihre Innovation der Universität Bremen zugesprochen.
Am 25. Mai 2012 wurde Brinksmeier von der RWTH Aachen „in Anerkennung seiner herausragenden wissenschaftlichen Leistungen und anwendungsnahen Forschung im Bereich Ultrapräzisionstechnik“ ein Ehrendoktorat der Ingenieurwissenschaften verliehen.
Seit August 2013 ist Brinksmeier gewähltes Mitglied im Vorstand des "Collège International pour la Recherche en Productique" (CIRP). Er durchläuft dabei bis 2017 verschiedene Ämter in dieser internationalen Akademie für Produktionstechnik: Vice President-Elect (2013/2014), Vice President (2014/2015), President (2015/2016) und Past President (2016/2017).
Im Jahr 2014 erhielt Brinkemeier von der European Society for Precision Engineering and Nanotechnology (euspen) den „Lifetime Achievement Award“. Vergeben wird der Preis in unregelmäßigen Abständen an Wissenschaftler, die sich im Laufe ihrer Forschungskarriere in besonderem Maße um die Ziele der Organisation verdient gemacht haben.
Brinskmeier war und ist maßgeblich beteiligt an den durch die DFG geförderten Sonderforschungsbereichen „Prozessketten zur Replikation komplexer Optikkomponenten“ (SFB/TR 4, 2001–2012), „Mikrokaltumformen – Prozesse, Charakterisierung, Optimierung“ (SFB 747, 2006–2018) sowie „Funktionsorientierte Fertigung auf der Basis charakteristischer Prozesssignaturen“ (SFB/TRR 136, seit 2014).

## Schriften
- Randzonenanalyse geschliffener Werkstücke. Düsseldorf 1982.
- Prozess- und Werkstückqualität in der Feinbearbeitung. Düsseldorf 1991.